# Roger de Mandeville
Roger de Mandeville (fl. XIII secolo) è stato un nobile inglese, pretendente al trono di Scozia dopo l'estinzione del casato dei Dunkeld.

## Vita
Pochissimo si sa su Roger de Mandeville, se non che si fece avanti come pretendente al trono di Scozia dopo la morte della regina Margherita, ultima discendente legittima del casato regnante.
De Mandeville basava la sua pretesa sulla presunta discendenza della sua trisavola, Aufrica, da re Guglielmo I di Scozia, di cui sarebbe stata una figlia illegittima. Data la lunghezza della linea genealogica presentata dal contendente, re Guglielmo doveva aver avuto Aufrica molto presto nella sua vita (oltre cent'anni prima, a metà del XII secolo), e ciò rendeva difficile verificare le affermazioni di Mandeville. La sua pretesa, ritenuta molto dubbia da re Edoardo I d'Inghilterra, giudice della contesa, venne subito scartata.  
Non si hanno notizie successive di lui.

## Ascendenza
|                     |   |                | Genitori          |  |  | Nonni |  |  | Bisnonni |  |  | Trisnonni |  |
|                     |   |                |                   |  |  |       |  |  | …        |  |  | …         |  |
|                     |   |                |                   |  |  |       |  |  | …        |  |  | …         |  |
|                     |   | …              |                   |  |  |       |  |  | …        |  |  |           |  |
| …                   |   |                |                   |  |  |       |  |  | …        |  |  |           |  |
|                     |   | …              | …                 |  |  |       |  |  |          |  |  |           |  |
|                     |   | …              | …                 |  |  |       |  |  |          |  |  |           |  |
|                     |   | …              | …                 |  |  |       |  |  |          |  |  |           |  |
| ? de Mandeville     |   | …              |                   |  |  |       |  |  |          |  |  |           |  |
|                     |   | …              | …                 |  |  |       |  |  |          |  |  |           |  |
|                     |   | …              | …                 |  |  |       |  |  |          |  |  |           |  |
|                     |   | …              | …                 |  |  |       |  |  |          |  |  |           |  |
| …                   |   | …              |                   |  |  |       |  |  |          |  |  |           |  |
|                     |   | …              | …                 |  |  |       |  |  |          |  |  |           |  |
|                     |   | …              | …                 |  |  |       |  |  |          |  |  |           |  |
|                     |   | …              | …                 |  |  |       |  |  |          |  |  |           |  |
| Roger de Mandeville |   | …              |                   |  |  |       |  |  |          |  |  |           |  |
|                     | … | …              |                   |  |  |       |  |  |          |  |  |           |  |
|                     | … | …              |                   |  |  |       |  |  |          |  |  |           |  |
|                     | … | …              |                   |  |  |       |  |  |          |  |  |           |  |
| Robert de Wardone   | … |                |                   |  |  |       |  |  |          |  |  |           |  |
|                     |   | …              | …                 |  |  |       |  |  |          |  |  |           |  |
|                     |   | …              | …                 |  |  |       |  |  |          |  |  |           |  |
|                     |   | …              | …                 |  |  |       |  |  |          |  |  |           |  |
| Agatha de Wardone   |   | …              |                   |  |  |       |  |  |          |  |  |           |  |
|                     |   | William de Say | William de Say    |  |  |       |  |  |          |  |  |           |  |
|                     |   | William de Say | William de Say    |  |  |       |  |  |          |  |  |           |  |
|                     |   | William de Say | Aufrica di Scozia |  |  |       |  |  |          |  |  |           |  |
| Aufrica de Say      |   | William de Say |                   |  |  |       |  |  |          |  |  |           |  |
|                     |   | …              | …                 |  |  |       |  |  |          |  |  |           |  |
|                     |   | …              | …                 |  |  |       |  |  |          |  |  |           |  |
|                     |   | …              | …                 |  |  |       |  |  |          |  |  |           |  |
|                     |   | …              |                   |  |  |       |  |  |          |  |  |           |  |